# Heinrich Senfft
Heinrich Senfft (* 26. April 1928 in Stuttgart; † 14. Januar 2017 in Berlin) war ein deutscher Medienanwalt und Publizist.

## Leben
Senffts zweiter Stiefvater war Friedrich Sieburg. Wegen einer Gelbsucht leistete er keinen Kriegsdienst. Nach dem Abitur 1946 in Freudenstadt studierte er Geschichte und Philosophie an der Eberhard Karls Universität Tübingen (u. a. bei Theodor Eschenburg) und Rechtswissenschaften an den Universitäten in Mainz, Hamburg und Tübingen. 1956 wurde er bei Hans Dölle an der Rechts- und Wirtschaftswissenschaftlichen Fakultät der Universität Tübingen mit der Dissertation Die Haus- und Berufsarbeit der Ehefrau bei Gleichberechtigung der Geschlechter zum Dr. iur. promoviert. 1957 legte er das zweite juristische Staatsexamen ab.
Von 1957 bis 1959 war er als Anwaltsassessor für Die Zeit und den Stern und wissenschaftlicher Mitarbeiter des Max-Planck-Instituts für ausländisches und internationales Privatrecht in Hamburg tätig. 1959/60 studierte er anglo-amerikanisches Recht an der University of California, Berkeley. Seit 1961 war er als Rechtsanwalt in Hamburg (bzw. London) tätig. Er beriet u. a. die Zeit und den Stern; zu seinen Mandanten gehörten Persönlichkeiten wie Romy Schneider, Christo und Jeanne-Claude, Markus Wolf, Gregor Gysi, Peter-Michael Diestel, Hermann Kant und Egon Krenz. Mit dem Publizisten Günter Gaus war Senfft befreundet.
Senfft war in erster Ehe mit Erika Ludin (1933–1998) verheiratet. Ihr Vater Hanns Ludin war der Repräsentant des Deutschen Reichs im Slowakischen Staat, ein engagierter Nationalsozialist und ein NS-Kriegsverbrecher, der nach dem Zweiten Weltkrieg hingerichtet worden war. Senffts Tochter Alexandra (* 1961), ehemalige Nahostreferentin der Grünen, ist als Journalistin und Publizistin tätig.

## Schriften (Auswahl)
- Richter und andere Bürger. 150 Jahre politische Justiz und neudeutsche Herrschaftspublizistik (= Schriften der Hamburger Stiftung für Sozialgeschichte des 20. Jahrhunderts. Bd. 8). Greno, Nördlingen 1988, ISBN 3-89190-957-8
- Glück ist machbar. Der bayerische Spielbankenprozess, die CSU und der unaufhaltsame Aufstieg des Dr. Friedrich Zimmermann. Ein politisches Lehrstück. Kiepenheuer u. Witsch, Köln 1988, ISBN 3-462-01940-6
- Kein Abschied von Hitler. Ein Blick hinter die Fassaden des „Historikerstreits“ (= Kleine historische Bibliothek. Bd. 2). Stiftung für Sozialgeschichte des 20. Jahrhunderts, Hamburg 1989, ISBN 3-927106-01-1
- Schmäher vor Gericht. Persönlichkeitsschutz und öffentliche Meinung in Deutschland (= Göttinger Sudelblätter). Wallstein-Verlag, Göttingen 1993, ISBN 3-89244-063-8.
- Die sogenannte Wiedervereinigung. Rowohlt, Berlin 1999, ISBN 3-87134-388-9